# Ардити (солдаты)

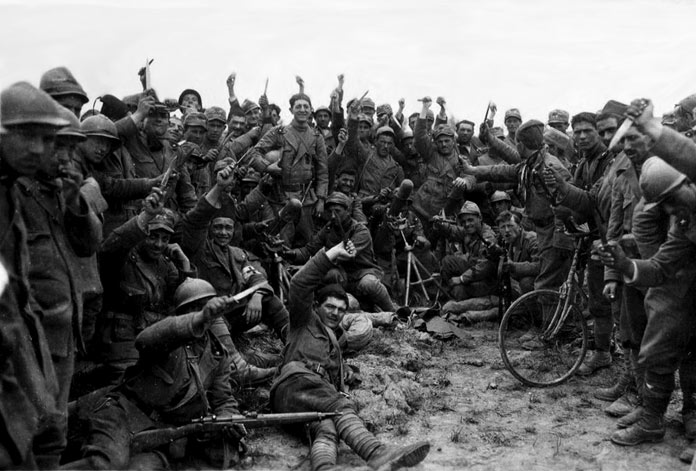
Солдаты подразделения Ардити с кинжалами, 1918

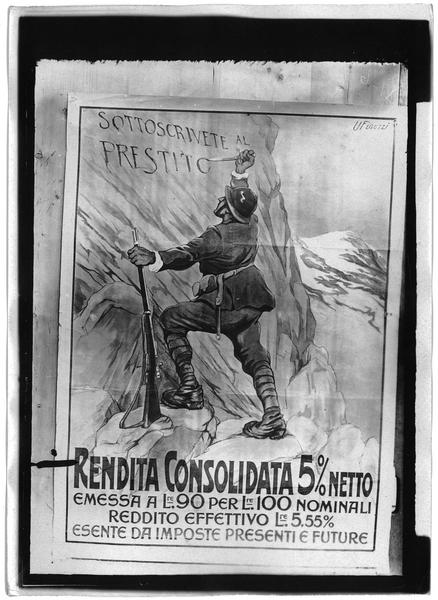
Плакат, изображающий Ардити, призывающего население покупать облигации военного займа

Ардити (итал. arditi «отважные, храбрецы») — штурмовые подразделения в итальянской армии, появившиеся во время Первой мировой войны. Состояли из особо храбрых солдат.
Девиз: "Или победим, или все умрём!„

## История создания и участие в войне
Официально термин Militare arditi был введен в 1916 году для разведчиков и сапёров, взрывающих проволочные заграждения. Последние, помимо взрывчатки, использовали особые ножницы на древках длиной ок. 2 метров. На некоторых моделях ножниц были предусмотрены крепления для штыка, что превращало их в пику.
В 1917 году майор Джузеппе Альберто Басси объединил группы ардити в штурмовые подразделения (Reparti d’assalto).
Басси сформировал первый взвод Ардити, проявивший себя в ходе штурма горы Сан-Марко. 14. 05. 1917 г. ему же было поручено сформировать штурмовую роту. К 25-му июня рота боеготова, а её командиром был назначен Джузеппе А. Басси. Уже на следующий день Верховным командованием был отдан приказ о сформировании при каждой армии батальона Ардити — по германскому образцу (в дальнейшем на армию могло приходиться и несколько штурмовых батальонов). Подготовка и мотивация штурмовиков были основательными. Тактика и боевой путь подчеркивали элитарный характер ардити.
В их задачи входило во время наступления первыми врываться во вражеские траншеи и подавлять пулеметные гнезда. Ардито полагался металлический нагрудник с плечевыми накладками и каска особого образца без полей (так. наз. Броня «Фарина»). Был и вариант с металлическими налобником и наушниками, которые прикреплялись к стандартной каске Адриана.
Вооружение состояло из 12 гранат, кинжала, иногда карабина TS (Truppi speciali — итальянские специальные войска). Офицерам и унтер-офицерам полагались револьверы и пистолеты.
Кинжал был для ардито не только эффективным оружием ближнего боя, но и символом принадлежности к войсковой элите. Изображение кинжала (существовало несколько разновидностей) нашивалось на левый рукав выше локтя и служило официальным отличительным знаком. Наносилось также на головные уборы.
Существовали и пловцы-ардити из отрядов Arditi nuotatori (см. Битва при Пьяве).
Девиз ардити: итал. «O la vittoria, o tutti accoppati» (дословный перевод или победим, или все умрём).
Штурмовики-ардити проявили себя в целом ряде боевых операций в кампаниях 1917—1918 гг.
К октябрю 1917 года на фронте действовало 20 батальонов ардити, к концу войны их число ещё более увеличилось.
После окончания войны многие ардити стали чернорубашечниками, став таким образом основателями и носителями идей итальянского фашизма. В частности чёрный цвет, по сути являясь отличительным цветом ардити, стал цветом итальянского фашизма, точно так же как и традиция боевого приветствия поднимать кинжал в руке вверх была присуща ардити и перекочевала к чернорубашечникам. Впрочем, возникла и противостоящая фашистам организация «Народные смельчаки», включавшая бывших ардити левых взглядов.
Во время Второй мировой войны в 1942 году была попытка возродить в Королевской армии былую славу штурмовых подразделений путём образования 10-го полка ардити.

## Литература

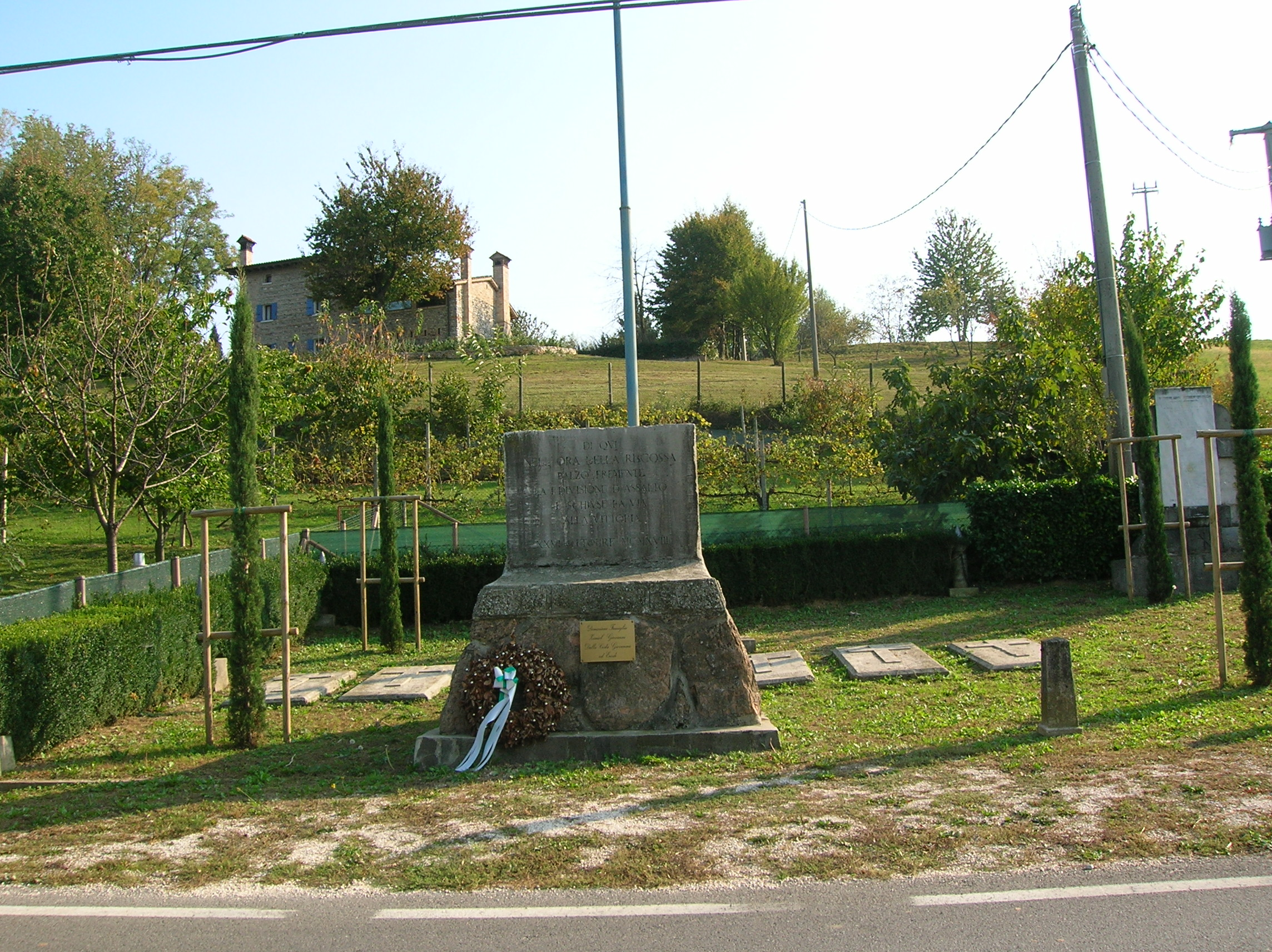
Памятник погибшим ардити.